# Federazione Sammarinese Tennis
Die Federazione Sammarinese Tennis (FST) ist der Tennis-Dachverband in der Republik San Marino.

## Geschichte
Der 1957 gegründete Verband vereinigt die Interessen der Tennisvereine in der Republik San Marino und der San-marinesischen Davis-Cup-Mannschaft und ist seit 1959 Mitglied des Comitato Olimpico Nazionale Sammarinese (kurz: C.O.N.S) und des Tennisweltverbandes International Tennis Federation.
Als NOK-Verband fördert und organisiert die FST nationale und internationale Tennismeisterschaften. FST betreibt die San Marino Tennis Academy und das Tennisstadion Centro Tennis Cassa di Risparmio mit acht Spielfeldern und einer rund 3.000 Zuschauer fassenden Tribüne. Seit Anfang 2000 hat die FST auch eine Beachtennis-Abteilung, die seit 2011 die Meisterschaften in der  BAC-Beach-Planet-Halle in Cailungo austrägt. Präsident der FST ist Christian Forcellini.

## Bekannte FTC Spieler
- Domenico Vicini, mit 58 Siegen in insgesamt 87 Begegnungen ist er der Rekordspieler in San Marino.
- Ludmila Varmužová, sie vertrat San Marino bei den Spielen der kleinen Staaten von Europa 1997 in Island und 1999 in Liechtenstein. Sie gewann zwei Goldmedaillen im Doppel gepaart mit Francesca Guardigli sowie eine Silber- und eine Bronzemedaille im Einzel.
- Francesca Guardigli, erfolgreichste Tennisspielerin San Marinos.
- Christian Forcellini

## Wettbewerbe
Seit 1988 ist die FST Ausrichter eines Turniers der ATP Challenger Tour, das zwischen 1989 und 2000 ein Turnier der ATP World Tour war. Die San Marino CEPU Open wurden von 2010 bis 2012 ausgetragen. Die San Marino Open, die zur Challenger Tour zählen, werden seit 1988 vom FST ausgerichtet.
Derzeit umfassen die Aktivitäten die Organisation von drei internationalen Turnieren: ein offenes Turnier, das Challenger und ein ITF-Juniorenturnier. Außerdem koordiniert der Verband die Teilnahme am Davis Cup und internationalen Wettbewerben des Nationalen Olympischen Komitees von San Marino.